# 신태항
신태항(申泰恒, ? ~ ?)은 대한제국 말기에 일진회 회원이었다.

## 생애
1904년 친일단체 일진회가 결성된 직후 사찰원과 사무원에 임명되었다. 1907년에는 일진회 궁내부 조사위원장을 맡았다.
1907년부터 1910년까지 일진회 평의원으로 합방청원운동에 참여했다. 일진회는 대한제국 순종, 대한제국 내각, 통감부 앞으로 양국의 병합을 간절히 원한다는 내용의 문서를 발송하고, 대국민 성명서를 발표하는 등 합방에 찬성하는 여론을 조성하는 데 앞장섰다. 1910년 일진회 경상북도 지부회장을 역임했다.
1910년 한일 병합 조약이 체결되고 목적을 달성한 일진회가 해산되었을 때 일본 정부에서 내려준 해산금 150원을 수령했고, 1934년 흑룡회가 메이지 신궁 신궁교 옆에 일한합방기념탑을 세우고 합방 공로자의 이름을 석실에 기록했을 때도 포함되었다.

## 사후
- 2006년 친일반민족행위진상규명위원회가 발표한 친일반민족행위 106인 명단에 들어 있다. 2008년 발표된 민족문제연구소의 친일인명사전 수록예정자 명단에도 선정되었다.

## 같이 보기
- 일진회

## 참고자료
- 친일반민족행위진상규명위원회 (2006년 12월). 〈신태항〉 (PDF). 《2006년도 조사보고서 II - 친일반민족행위결정이유서》. 서울. 689~693쪽쪽. 발간등록번호 11-1560010-0000002-10. 2007년 9월 26일에 원본 문서 (PDF)에서 보존된 문서. 2007년 8월 23일에 확인함.